# Elyaz Zidane
Pour les articles homonymes, voir Zidane (homonymie).
Elyaz Zidane, né le 26 décembre 2005 à Marseille, est un footballeur français qui évolue au poste d'arrière gauche au Betis Deportivo.
Fils de Zinédine Zidane, il passe par le centre de formation du Club Deportivo Canillas de 2011 à 2013, avant de rejoindre l’académie du Real Madrid. Depuis 2013, Elyaz Zidane continue sa formation en passant par toutes les catégories de jeunes du Real Madrid.
Elyaz Zidane est international français en équipe de jeunes, sélectionné pour la première fois en U17 en octobre 2022.
En mai 2022, il est sélectionné avec l'équipe de France des moins de 17 ans pour l'Euro 2022 organisé en Israël.
Le 1er juin 2022, avec la victoire 2-1 contre les Pays-Bas, Elyaz remporte avec l'équipe de France des moins de 17 ans l'Euro 2022 en Israël.

## Biographie
Elyaz Zidane est né le 26 décembre 2005 à Marseille. Il est le plus jeune des quatre enfants de Zinédine Zidane et de son épouse Véronique (née Fernandez Lentisco), après Enzo, Luca et Théo, eux aussi footballeurs. Comme ses frères, il fut scolarisé au lycée français de Madrid.

## Carrière en club
Elyaz Zidane a commencé sa carrière chez le CD Canillas, club satellite du Real Madrid, avant de rejoindre La Fábrica (en) en 2013,.
Passé tous les niveaux de l'académie madrilène, s'illustrant déjà lors d'un clásico en moins de 12 ans, il commence à jouer avec les moins de 19 ans lors de la saison 2021-22.
En février 2023, comme ses trois frères avant lui, il prend part à un entraînement avec l'équipe première.
En janvier 2024, il quitte le Real Madrid pour s'engager avec le Betis Séville jusqu'en juin 2026.

## Carrière internationale
Possédant la double nationalité et bien qu'ayant pratiquement toujours vécu en Espagne, Elyaz Zidane a choisi de représenter la France en équipes de jeunes. Il fait ses débuts avec les moins de 17 ans, en octobre 2021, marquant un but une minute après son entrée en jeu. Il est le capitaine de son équipe lors d'un match amical contre l'Espagne en 2022.
En avril 2022, il remporte l'Euro des moins de 17 ans. Il est par la suite sélectionné en équipe de France des moins de 18 ans.

## Style de jeu
Défenseur gaucher, Elyaz Zidane est décrit comme un joueur physique avec une bonne lecture du jeu. Il est capable d'évoluer aussi bien en tant qu'arrière gauche qu'en tant que défenseur central,.

## Palmarès
France -17 ans
- Championnat d'Europe -17 ans (1) :
  - Vainqueur : 2022.